# Гудрич (Мічиган)
Гудрич (англ. Goodrich) — селище (англ. village) в США, в окрузі Дженесі штату Мічиган. Населення — 2022 особи (2020).

## Географія
Гудрич розташований за координатами 42°54′39″ пн. ш. 83°31′2″ зх. д. / 42.91083° пн. ш. 83.51722° зх. д. (42.910853, -83.517333).  За даними Бюро перепису населення США в 2010 році селище мало площу 5,87 км², з яких 5,69 км² — суходіл та 0,19 км² — водойми.

## Демографія
Згідно з переписом 2010 року, у селищі мешкало 1860 осіб у 648 домогосподарствах у складі 484 родин. Густота населення становила 317 осіб/км².  Було 692 помешкання (118/км²).
Расовий склад населення:
| - 98,1 % — білих - 0,9 % — чорних або афроамериканців - 0,2 % — корінних американців - 0,2 % — азіатів |

До двох чи більше рас належало 0,5 %. Частка іспаномовних становила 2,2 % від усіх жителів.
За віковим діапазоном населення розподілялося таким чином: 32,6 % — особи молодші 18 років, 57,1 % — особи у віці 18—64 років, 10,3 % — особи у віці 65 років та старші. Медіана віку мешканця становила 36,9 року. На 100 осіб жіночої статі у селищі припадало 98,9 чоловіків;  на 100 жінок у віці від 18 років та старших — 94,4 чоловіків також старших 18 років.
Середній дохід на одне домашнє господарство  становив 85 673 долари США (медіана — 67 788), а середній дохід на одну сім'ю — 97 324 долари (медіана — 74 464). Медіана доходів становила 68 333 долари для чоловіків та 43 000 доларів для жінок. За межею бідності перебувало 3,9 % осіб, у тому числі 3,5 % дітей у віці до 18 років та 2,8 % осіб у віці 65 років та старших.
Цивільне працевлаштоване населення становило 773 особи. Основні галузі зайнятості: освіта, охорона здоров'я та соціальна допомога — 31,4 %, виробництво — 21,2 %, роздрібна торгівля — 8,3 %, науковці, спеціалісти, менеджери — 7,8 %.